# Tryphon braccatus
Tryphon braccatus är en stekelart som först beskrevs av Johann Ludwig Christian Gravenhorst 1820.  Tryphon braccatus ingår i släktet Tryphon, och familjen brokparasitsteklar. Arten är reproducerande i Sverige.